# Клане в Хама (1982)
Клането в Хама (на арабски: مجزرة حماة) се случва през февруари 1982 г., когато Сирийската арабска армия и паравоенните сили Отбранителни компании, по заповед на президента на Сирия Хафез ал-Асад, обсаждат град Хама в продължение на 27 дни, за да потушат въстанието на Мюсюлманско братство срещу управлението на Баас. Кампанията, започнала през 1976 г. от сунитски мюсюлмански групировки, включително Мюсюлманско братство, е брутално потушена в антисунитско клане в Хама, дело на Сирийската арабска армия и алавитските милиции под командването на генерал-майор Рифаат ал-Асад.
Преди началото на операциите Хафез ал-Асад издава заповеди за изолиране на Хама от външния свят: на практика той налага медийно затъмнение, пълно спиране на комуникациите, електричеството и доставките на храна за града в продължение на месеци. Първоначалните дипломатически съобщения, публикувани в западните медии, оценяват броя на убитите 1000 души. Последващите оценки варират, като по-слабите отчитат поне 10 000 смъртни случая, докато според други броят на смъртните случаи е 40 000 души. Клането остава най-смъртоносният акт на насилие, извършен от арабска държава срещу собственото ѝ население в съвременната история на Близкия изток.
Близо 2/3 от града са разрушени по време на военната операция на партията Баас. Робърт Фиск, който присъства в Хама по време на събитията от клането, съобщава, че безразборните бомбардировки сриват голяма част от града до основи и че по-голямата част от жертвите са цивилни. По-късно, през 2010 г., Фиск пише, че най-малко 20 000 цивилни са били убити от паравоенните роти на Рифаат ал-Асад по улиците и подземните тунели на Хама. Патрик Сийл, в репортаж в „Глоуб анд Мейл“, описва операцията като „двуседмична оргия от убийства, разрушения и грабежи“, която разрушава града и убива минимум 25 000 жители. 
Атаката е описана като „ геноцидно клане“, мотивирано от враждебността към сунитската общност в Хама. Споменът за клането остава важен аспект от сирийската култура и в резултат на това предизвиква силни емоции сред сирийците и до днес. Клането в Хама е предизвикано от бунтовническите лидери, когато силите на баасисткото правителство са прогонени от града след успешна бунтовническа офанзива на 5 декември 2024 г., която в крайна сметка слага край на управлението на семейство Асад над Хама, а в крайна сметка и над цяла Сирия на 8 декември 2024 г., като бунтовническите лидери заявяват, че са „са дошли да излекуват раната, която съществува в Сирия от 40 години“.

## Предистория
Сирийската партия Баас, която застъпва Баасизма, идеологиите на арабския национализъм и арабския социализъм, се сблъсква от 1940 г. с Мюсюлманско братство – група, която проповядва сунитска ислямистка идеология. Двете групи са фундаментално противоположни. Партията Баас е номинално светска и националистическа. Мюсюлманско братство, подобно на други ислямистки групи, смята национализма за неислямски, а религията за неразделна част от политиката и управлението. Повечето членове на партията Баас са от скромен, неизвестен произход, и подкрепят радикални икономически политики, докато сунитските мюсюлмани доминират в суковете и поземлената власт на Сирия и са склонни да гледат на правителствената намеса в икономиката като заплаха за техните интереси. Не всички сунитски видни личности вярват във фундаментализма, но дори и тези, които не вярват, често виждат в Мюсюлманско братство полезен инструмент срещу Баас.
Град Хама в частност е крепост на ислямския консерватизъм и на Мюсюлманско братство и отдавна е страховит противник на държавата Баас. Първият пълномащабен сблъсък между двете се случва малко след преврата от 1963 г., при който партията Баас за първи път идва на власт в Сирия. През април 1964 г. в Хама избухват бунтове, където мюсюлмански бунтовници поставят пътни барикади, складират храна и оръжия, ограбват магазини за вино. След като исмаилитски член на опълчението Баас е убит, бунтовете се засилват и бунтовниците атакуват всяка следа от партията Баас в Хама. Идват танкове, за да потушат бунта, 70 членове на Мюсюлманско братство загиват, много други са ранени или пленени, а още повече изчезват.
След сблъсъците в Хама ситуацията периодично избухва в сблъсъци между правителството и различни ислямски секти. По-сериозно предизвикателство обаче възниква след сирийската инвазия в Ливан през 1976 г. През октомври 1980 г. Мохамед ал-Баянуни, уважаван член на религиозната йерархия в Халеб, става генерален секретар на Ислямския фронт, но водещата му фигура остава Аднан Саад ал-Дин, главният ръководител на Мюсюлманско братство. Главният идеолог на Ислямския фронт е виден религиозен учен от Хама, Саид Хауа, който заедно със Саад ал-Дин е лидер на северните бунтовници в средата на 70-те години на XX век. Антиправителствени активисти като Марван Хадид и Мохамед ал-Хамид също са слушани с внимание.
От 1976 до 1982 г. сунитските ислямисти се борят срещу контролираното от партията Баас правителство на Сирия в онова, което е наречено „дълга кампания на терор“. През 1979 г. Братството предприема партизански действия в множество градове в страната, насочени към военни офицери и държавни служители. Последвалите правителствени репресии включват злоупотреби, мъчения, масови арести и редица селективни убийства, особено на видни проповедници в джамии. През юли 1980 г. ратифицирането на Закон № 49 прави членството в Мюсюлманско братство престъпление, наказуемо със смърт.
През първите години на 80-те години на XX век Мюсюлманско братство и различни други ислямистки фракции организират нападения с бягство и бомбени атентати срещу правителството и неговите служители, включително почти успешен опит за убийство на президента Хафез ал-Асад на 26 юни 1980 г., по време на официален държавен прием за президента на Мали. Когато залп от картечница го пропуска, Асад се затичва да ритне ръчна граната настрани, а неговият бодигард (който оцелява и по-късно е повишен на много по-висока позиция) задушава експлозията на друга. Оцелял само с леки наранявания, отмъщението на Асад е бързо и безмилостно: само часове по-късно голям брой затворени ислямисти (според докладите от 600 до 1000 затворници) са екзекутирани в килиите си в затвора Тадмор близо до Палмира от части, лоялни на брат му Рифаат ал-Асад.
При по-ранното клане през 1981 г. над 300 жители на Хама са убити от силите за сигурност на партията Баас.

## Атака на бунтовниците в Хама
Събитията от клането в Хама започват в 2 часа сутринта на 2 февруари 1982 г. Армейско поделение, претърсващо стария град, се натъква на скривалището на местния партизански командир Омар Джауад (известен още като Абу Бакр) и е нападнато от засада. Други бунтовнически клетки са предупредени по радиото и снайперисти от покривите убиват може би двайсетина сирийски войници. Подкрепления са изпратени бързо, за да обсадят Абу Бакр, който след това издава заповед за всеобщо въстание в Хама. Високоговорители в джамиите, използвани за призива за молитва, призовават за джихад срещу партията Баас, а стотици ислямски бунтовници се надигат, за да атакуват домовете на правителствени служители и лидери на партията Баас, превземат полицейски постове и ограбват оръжейни. Те извършват атаки, особено в северните градове, срещу правителствени сгради, кооперативни магазини, полицейски участъци и армейски части, и провокират демонстрации и мащабни затваряния на магазини и училища. Мюсюлманско братсво, което вече се е възползвало от обучението, предоставяно на мюсюлмански бойци в лагерите на иракската армия, също така получава гаранция за всеобхватна помощ от Ирак под формата на оръжия и финансови ресурси. До разсъмване на 2 февруари около 70 водещи баасисти са убити, а ислямистките бунтовници и други опозиционни активисти провъзгласяват Хама за освободен град, призовавайки сирийците да се въстанат срещу неверниците.

## Контраатака на правителствените сили
Според автора Патрик Сийл „всеки партиен работник, всеки парашутист, изпратен в Хама, знаеше, че този път ислямските войнствени групировки трябва да бъдат изтръгнати от града, каквато и да е цената“. Военните са мобилизирани и президентът Хафез ал-Асад изпраща в града специалните сили на брат си Рифаат (Отбранителните роти) – елитни армейски части и агенти на Мухабарат (тайните служби). Преди атаката сирийското правителство призова града за капитулация и предупреждава, че всеки, който остане в града, ще бъде считан за бунтовник. Хама е обсадена от 12 000 войници в продължение на три седмици – първата седмица е прекарана във възстановяване на контрола над града, а последните две в преследване на бунтовниците. Робърт Фиск – журналист, който е в Хама по средата на битката, описва цивилни, бягащи от повсеместно разрушение.
Според Амнести Интернешънъл сирийските военни са бомбардирали стария градски център от въздуха, за да улеснят навлизането на пехота и танкове през тесните улички; били са разрушени сгради от танкове през първите четири дни на боевете. Големи части от стария град са разрушени. Има и непотвърдени сведения за употреба на циановодород от правителствените сили.
Силите на Рифаат обграждат града с артилерия, обстрелват го, след което претърсват развалините за оцелели членове и поддръжници на Мюсюлманско братство. Подозирайки, че бунтовниците все още се крият в тунели под стария град, той заповядва да им заредят с дизелово гориво и разполага танкове на входовете им, за да обстрелват бягащите бойци. Алавитски военни части, лоялни на Рифаат ал-Асад, като например Отбранителните роти, влизат в града и безразборно избиват хиляди оцелели сунитски цивилни.
Безразборните бомбардировки от правителствените сили разрушават голяма част от градските квартали, улици, културни обекти, джамии и църкви. Дворецът Азм е сериозно повреден. Баасистките паравоенни формирования продължават да грабят седмици наред и много семейства са арестувани и разстреляни. Дисидентът от партията Баас Акрам ал-Харани твърди, че жени, деца и всички жители на Хама, независимо от политическите им убеждения, са били обект на безразборни нападения по време на атаката на режима. Дори членовете на партията Баас, според Хаврани, са били жертви на дивашкото клане, наредено от Хафез ал-Асад.

## Оценки на смъртните случаи
Първоначалните дипломатически доклади на западните правителства през 1982 г. посочват, че 1000 души са били убити в боевете. Последващи оценки за жертвите варират от 5000 до 40 000 убити, включително около 1000 войници. Робърт Фиск, който е в Хама малко след клането, първоначално оценява броя на жертвите на 10 000, но оттогава удвоява оценката на 20 000. Генерал-майор Рифаат ал-Асад, брат на президента Хафез ал-Асад, се хвали, че е убил 38 000 души. Първоначално Амнести интернешънъл изчислява броя на жертвите между 10 000 и 25 000. Според доклад на Хюман Райтс Уоч от 1990 г. при клането са загинали между 5000 и 10 000 души. Доклади на Сирийския комитет по правата на човека твърдят, че са били убити над 25 000 или между 30 000 и 40 000 души.
Двадесет години по-късно сирийският журналист Субхи Хадиди пише, че сили„под командването на генерал Али Хайдар обсаждат града в продължение на 27 дни, бомбардирайки го с тежка артилерия и танков огън, преди да го нахлуят и да убият 30 000 или 40 000 от гражданите на града – в допълнение към 15 000 изчезнали, които не са открити и до днес, и 100 000 прогонени. Доклад, публикуван от Сирийската мрежа за правата на човека (SNHR) по случай 40-годишнината от клането в Хама, изчислява, че около 40 000 жители са били убити в клането; в допълнение към около 17 000 цивилни, които са изчезнали и не са открити до ден днешен.

## Последици
Около 2/3 от града са разрушени по време на военните операции по време на клането. След клането в Хама ислямската революция е смазана и оттогава Мюсюлманско братство действа в изгнание, а други опозиционни фракции или се предават, или се скриват. Нагласите на правителството в Сирия се влошават значително по време на въстанието и президентът Асад разчита повече на репресии, отколкото на политически тактики през останалата част от управлението си, въпреки че през 90-те години е стартирана програма за икономическа либерализация.
След клането вече очевидният безпорядък в редиците на бунтовниците се засилва и бунтовническите фракции преживяват остри вътрешни разделения. Особено вреден за тяхната кауза е възпиращият ефект на клането, както и осъзнаването, че в останалата част на страната не са се случили сунитски въстания в подкрепа на бунтовниците от Хама. Повечето от членовете на бунтовническите групировки или бягат от страната, или остават в изгнание, главно в Иран, докато други се отправят към Съединените щати, Обединеното кралство и Германия. Мюсюлманско братство – най-голямата опозиционна група – се разделя на две фракции, след като се отказва от въоръжена борба. Едната фракция, по-умерена от другата и призната от международното Мюсюлманско братство, в крайна сметка се установява в Обединеното кралство, където остава и днес, докато по-малко умерената фракция се установява в Иран и запазва военна структура в продължение на няколко години, с подкрепата на иранското правителство, преди да се присъедини отново към базираната в Лондон фракция.
В международен план клането в Хама става символ на нарушенията на човешките права от страна на правителството на Асад, както и в символ на бруталните му репресии. В Сирия споменаването на клането е строго потулено от режима на Асад; въпреки това общите контури на събитията – и различните партийни версии от всички страни – са добре известни в цялата страна. Когато клането е споменаваноо публично, то е споменавано само като „събитията“ или като „инцидентът“ в Хама. През 2012 г. професор Грегъри Стантън от Genocide Watch характеризира клането в Хама като „геноцидно клане“ и също така заявява, че методите му биха могли да подтикнат режима да предприеме бъдещи масови убийства по време на сирийската гражданска война (която едва започва по това време).
Споменът за клането в Хама става важен аспект от сирийската култура и на емоционално ниво предизвиква силно чувство на негодувание сред сирийците и до днес. По време на Сирийската революция през 2011 г. по-възрастните сирийци често предупреждават по-младите активисти за решимостта на режима на Асад да „повтори Хама“, т.е. готовността му да унищожи стотици хиляди цивилни, за да осигури оцеляването си. Сатиричният лозунг „ Асад 'алая уа фил-хуруби на'ама („Срещу мен лъв, а във войни щраус...“) става популярен сред сирийските дисиденти заради сравнително сдържаната реакция на Хафез ал-Асад на израелската инвазия в Ливан през същата година.

## Съдебни дела
През декември 2013 г. организацията за правата на човека „Trial International“ завежда наказателно дело срещу Рифаат ал-Асад заради ролята му на командир на отбранителните бригади, организирали наземната кампания на клането. Обвиненията в делото за военни престъпления включват организиране на извънсъдебни убийства, мащабни мъчения, сексуално насилие, масови изнасилвания, екзекуции без предварително запознаване и насилствени изчезвания.
През същата година швейцарската прокуратура започва наказателно разследване. Почти десетилетие по-късно, през август 2023 г., Федералният наказателен съд разпорежда екстрадицията на Рифаат ал-Асад, което кара Швейцария да издаде заповед за арест, за да го преследва. 